# Hackhausen (zámek)
Zámek Hackhausen je barokní vodní zámek v německém městě Solingen. Stojí na místě pevnosti z 13. století.
Majitelem byl přes 400 let rod z Bodlenbergu. V roce 1887 zámek vyhořel a v roce 1907 ho August von Recklinghausen nechal obnovit architektem Paulem Schultze-Naumburgem. Stavba s okolními budovami slouží jako soukromá rezidence a není přístupná veřejnosti.